# Hyphoderma deserticola
Hyphoderma deserticola är en svampart som beskrevs av Gilb. & Lindsey 1975. Hyphoderma deserticola ingår i släktet Hyphoderma och familjen Meruliaceae.   Inga underarter finns listade i Catalogue of Life.